# Sammler-Express

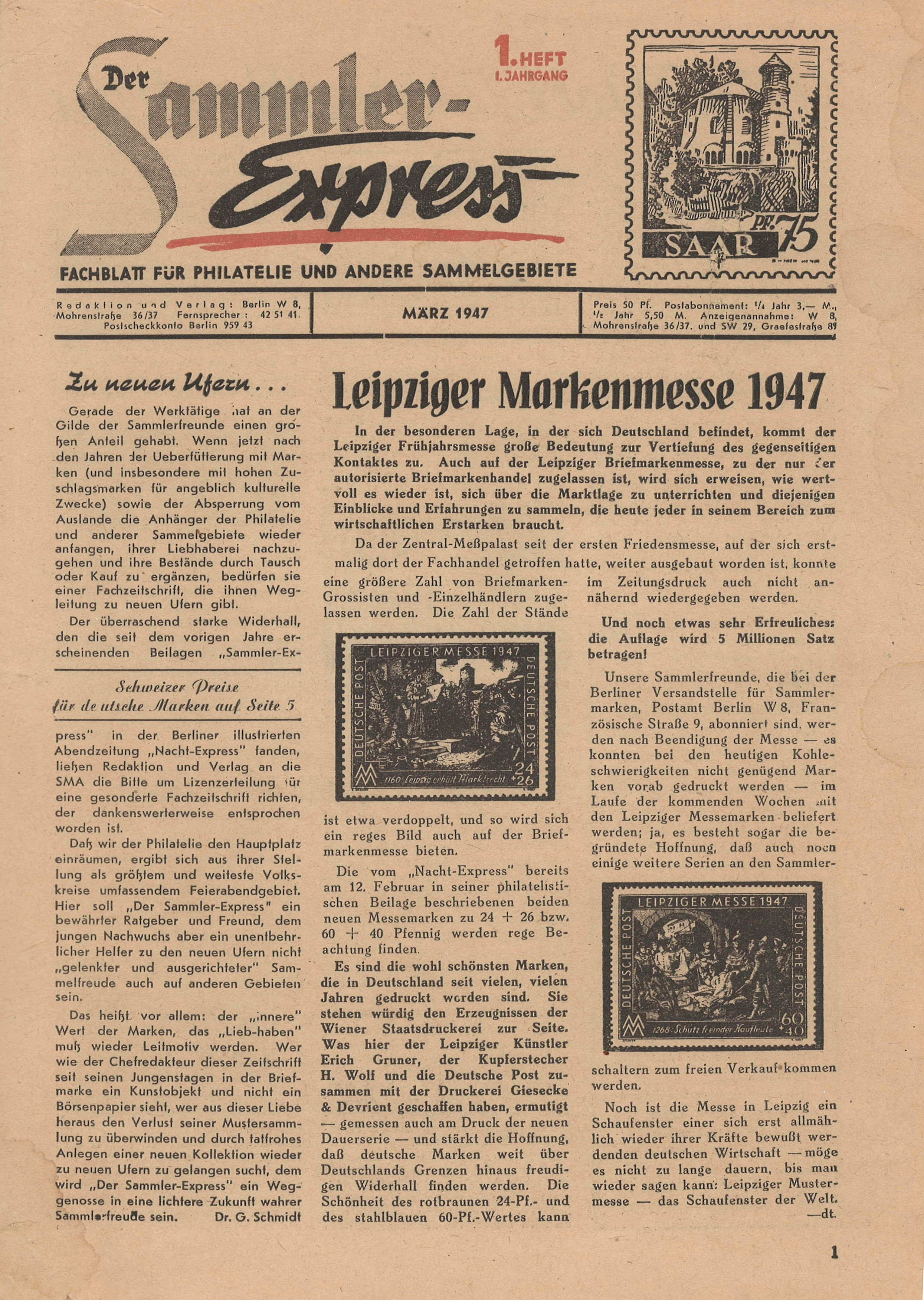
Titelseite der 1. Ausgabe des Sammler-Express vom März 1947

Der Sammler-Express (se) war eine vor allem philatelistische Fachzeitschrift, die am Verlagsort Berlin ab 1947 zunächst als gesamtdeutsches Journal für alle vier im Ergebnis des Zweiten Weltkriegs entstandenen Besatzungszonen erschien. Im Zuge der deutschen Teilung beschränkte sich schrittweise ihr Verbreitungsgebiet auf die sowjetische Besatzungszone bzw. die DDR, zumal sie sich insbesondere nach der Errichtung der Berliner Mauer 1961 auch inhaltlich zunehmend an die kulturpolitischen Doktrin der DDR anlehnen musste. Im Ergebnis der deutschen Wiedervereinigung 1990 ging die Zeitschrift im Juli 1992 in der Deutschen Briefmarken-Zeitung (DBZ) auf, die aktuell noch mit dem zusätzlichen Logo des „se“ erscheint.

## Geschichte

### Ausgaben in der SBZ und der DDR
Die erste Ausgabe der Fachzeitschrift für Philatelie und andere Sammelgebiete erschien im März 1947 am Verlagsort Berlin im Expreß-Verlag (bis 1951). Der Umfang eines Hefts lag, einschließlich des Anzeigenteils, zunächst bei 16 Seiten – das letzte Heft 13 von 1992 sollte dann zusammen mit dem Umschlag 38 Seiten haben –, der Einzelverkaufspreis betrug zu Beginn 50 Pfennig, und im Abonnement kostete der Quartalsbezug 3 RM. Der Zeitschriftenpreis blieb auch nach der Währungsreform in der SBZ 1948 unverändert. Monatlich wurden 2 Ausgaben ausgeliefert, im ersten Erscheinungsjahr gab es durch den Start erst im März nur 19 Hefte. In der Kopfleiste des Umschlags war neben dem Zeitschriftentitel lange Jahre eine farbige Briefmarke, zumeist aus den Neuerscheinungen stammend, als Blickfang abgebildet.
1958 kam es dann zur ersten größeren Überarbeitung des äußeren Erscheinungsbildes der Zeitschrift. Mutete diese zunächst wie eine Zeitung an, waren nun die Umschlagseiten in schwarz mit einem farbig unterlegten Zeitschriftentitel gehalten, was den Zeitschriftencharakter hervorhob. Das Einzelheft wurde nun für 0,60 Mark verkauft. Von 1952 bis 1961 erschien die Zeitschrift beim Kulturbund der DDR und danach beim Transpress Verlag für Verkehrswesen.
Ab 1978 wurde das Format deutlich verkleinert, und die Umschlagsfarbe wechselte nun monatlich. Schließlich waren die letzten Jahrgänge ab 1988, bei denen das Einzelheft schon 1,20 Mark kostete, durchgehend bis zum Aufgehen des „se“ in der Deutschen Briefmarken-Zeitung mit einem Einband auf gelbem Grund gedruckt worden. Eine leichte Überarbeitung des Zeitschriftenlogos erfolgte mit der Einführung der Deutschen Mark in der DDR am 1. Juli 1990. Dominant war nunmehr die Abkürzung se auf schwarzem Grund. Unter Aufnahme eines wenige Seiten umfassenden Farbdruckanteils des Inhalts war der Preis des Hefts, das auch wieder zum ursprünglichen größeren Format zurückkehrte, nun auf 2,50 DM gestiegen.

### Der Sammler express als Bestandteil der DBZ
Der „se“ konnte sich mit seiner historisch bedingten Verbreitung weitgehend im Beitrittsgebiet nicht sehr lange nach der Wiedervereinigung selbstständig auf dem hart umkämpften philatelistischen Zeitschriftenmarkt behaupten. Es kam deshalb zur Zusammenlegung mit der DBZ. Dies erwies sich als positiver Schritt für die Leser beider Zeitschriften, denen damit zusätzliche philatelistische Informationen geboten wurden. Der „se“ bildete zunächst den von den Philatelie-Journalisten Peter Fischer, der dann 2020 bei der DBZ altershalber ausgeschieden war, und Alfred Peter separat redigierten redaktionellen Mittelteil, der jedoch die fortlaufenden Seitenzahlen der DBZ trug. Das „se“-Logo erschien neben demjenigen der DBZ auf dem Umschlag. Der „se“ griff in dieser Zeit u. a. Hintergründe der Emissionspolitik der DDR-Post auf, da im Zuge der Wiedervereinigung die vorher verschlossenen Archive der Post und der zuständigen DDR-Ministerien zugänglich geworden waren, und aufgrund der früheren kulturellen Bindungen der DDR-Philatelie auch vielfältige Themen aus der ost- und südosteuropäischen Philatelie auf.
Mit dem Heft 9/95 wurde der „se“ vollständig in die DBZ integriert. Dessen erste Umschlagseite wurde dazu überarbeitet; das „se“-Logo wurde nun vom DBZ-Logo leicht überdeckt, um dies auch gestalterisch zu dokumentieren. So präsentieren sich beide Logos noch heute.